# Wickaninnish
Wickaninnish (indigene Orthographie: Wikinaniš – „Er hat niemanden vor sich im Kanu“; auch Wikaninnish, Wikinanish, Huiquinanichi, Quiquinanis, Wickananish transkribiert) war ein Häuptling der Tla-o-qui-aht (Tla7uukwi7ath) (‚verschiedene Völker (Hausgruppen) von einem anderen Ort, d. h. von Tla-o-qui (heute Clayoqua) im Clayoquot Sound" oder "Volk, das anders ist, als es einst [am Ursprungsort] war‘) und der führende Häuptling eines Stammes- und Handelsbündnisses mehrerer Stämme am Clayoquot Sound an der Westküste der kanadischen Vancouver-Insel. Dieser Name erscheint zwischen 1788 und 1818 in den Journals der europäischen und amerikanischen Schiffsführer und ist vermutlich ein Verweis darauf, dass er als Nachkomme einer langen Linie von Häuptlingen, der direkte Erbe seines Vaters als Häuptling war.
Dabei kann man wohl nicht davon ausgehen, dass der in seiner Zeit berühmte Häuptling ein Leben lang diesen Namen führte. 1792/1793 gab er diesen Namen seinem ältesten Sohn und nannte sich selbst Hiyoua bzw. Hayuˀa (‚Zehn (Wale) auf den Felsen‘).
Er betätigte sich als Mittelsmann im Pelzhandel und setzte durch, dass die Nachbarstämme nicht mit den Europäern handeln durften. Immerhin standen ihm, nach divergierenden Schätzungen, bis zu 5.000 Mann zur Verfügung.
Die Stammesgruppe der Nuu-chah-nulth (Nuučaan̓ułʔatḥ) (‚Volk überall entlang der Berge und des Meeres‘) profitierte vermutlich zunächst wie ihre Nachbarn, die Küsten-Salish und Kwakwaka'wakw (‚Sprecher von Kwak'wala‘), zunächst vom Boom des Pelzhandels an der Pazifikküste (Biber- und Seeotterfelle) bis um 1825 (Ende des Seeotterfell-Handels wegen Überjagung).
Die Nuu-chah-nulth (Nuučaan̓ułʔatḥ) unterteilten sich zu dieser Zeit in die beiden mächtigsten Stammes- und Handelsbündnissen der Region; die Tla-o-qui-aht dominierten unter der Führung Häuptling Wickaninnishs die Ahousaht (7aaẖuus7atẖ / ʔaaḥuusʔatḥ) und weitere Stämme rund um den Clayoquot Sound (die anglisierte Transkription von Tla-o-qui-aht, früher Wickaninnish Sound genannt), der Einflussbereich des Clayoquot Sound-Stammesbündnisses endete, wie John Meares berichtet, erst jenseits der Juan-de-Fuca-Straße bei den Makah unter Führung des Häuptlings Tatoosh (Tutusi). Die Stämme im Nootka Sound unter der Führung seines Rivalen Maquinna (Mukwina bzw. M'okwina – „Besitzer von Kieselsteinen“), des Häuptlings der Mowachaht („Volk der Hirsche“), hatten zusammen mit Kwakwaka'wakw an der Mündung des Nimpkish River ein Handelsimperium errichtet; in Yuquot („Der Wind kommt aus allen Richtungen“) konnten die Nootka-Sound-Stämme sogar ein eigenes Handelssystem entwickeln, das auf den Fellen von Seeottern und später Bibern basierte. Obwohl beide Häuptlinge sowohl verwandt als auch verschwägert waren, waren sie erbitterte Feinde und die Clayoquot-Sound-Stammeskonföderation war die einzige in dieser Region die – neben den Nootka-Sound-Stämmen – selbstständig am Pelzhandel teilnehmen konnte.

## John Meares
John Meares erkannte an, dass seine Macht und sein Herrschaftsgebiet so groß waren, dass es im britischen Interesse sei, seine Achtung zu gewinnen und seine Freundschaft. Am 12. Juni 1788 sah er von seinem Schiff den Berg, der die damals als Wah-nah-juss/Won a chus bekannte (später nach ihm benannte) Insel Meares so markant überragt. Am nächsten Morgen besuchten mehrere Kanus das Schiff. Die beiden Häuptlinge, Hanna and Detootche, waren, wie ihre Männer, offenbar ohne Furcht. Sie waren überaus freundlich, schüttelten jedermann an Bord die Hand und luden sie zum Besuch ein. Doch Meares wollte den großen Häuptling Wickaninnish kennenlernen.
Meares wurde zu einer Feier eingeladen und bewunderte die reiche Tafel und die Otterfelle. Die Pfähle des Hauses waren so groß, dass sie die Hauptmasten eines großen Seglers überragt hätten. Die beiden Männer vereinbarten, dass der Häuptling für Felle sorgen, und dass der Kapitän im nächsten Jahr zurückkehren würde. Meares überreichte dem Häuptling Geschenke, darunter Pistolen und Musketen. Dafür erhielt er 150 Otterfelle.
Doch 1789 gerieten die vier Schiffe, die Meares ausgesandt hatte, mitten in den Konflikt zwischen Großbritannien und Spanien um die Vorherrschaft im Nordpazifik. Seine Schiffe wurden von der Flotte des spanischen Kapitäns Don Esteban José Martínez geentert und seine Mannschaften Richtung Südamerika gebracht. Meares brachte im Mai 1790 eine Petition im British House of Commons ein. Doch der Konflikt wurde erst durch die Nootka-Abkommen von 1790 bzw. 1794 beendet.
Sicherlich hat Peter John Puget, der die Küste 1792 und 1793 zusammen mit George Vancouver besuchte, übertrieben, als er ihn als den „Emperor“ der gesamten Küste zwischen der Juan-de-Fuca-Straße bis zu den Queen Charlotte Islands bezeichnete. Selbst Maquinna suchte seine Freundschaft und versuchte ein Heiratsbündnis zu schließen. So heiratete seine Tochter den ältesten Sohn des Tla-o-qui-aht-Häuptlings. 1789 musste Maquinna sogar für zwei Jahre zu ihm fliehen und seinen Schutz gegen die Spanier und gegen abtrünnige Verbündete suchen.

## Colnett und Bodega y Quadra
Einer von John Meares’ Männern war James Colnett (1753–1806). Der spanische Kapitän Martinez hatte sein Schiff gekapert und ihn als Gefangenen nach San Blas geschickt. Er kehrte aber bald zurück und nahm 1790 Wickaninnishs Bruder als Geisel, woraufhin die Tla-o-qui-aht sein Schiff angriffen.
Als 1792 Juan Francisco de la Bodega y Quadra in Yuquot ankam, und wenig später George Vancouver, drohte Maquinna, der einzig ernstzunehmende Konkurrent Wickaninnishs, zwischen alle Fronten zu geraten. Während der vier Monate, in denen sich Quadra in Yuquot aufhielt, verhinderte er auf diplomatisch geschicktem Weg einen Anschlag gegen Maquinnas Vorherrschaft durch Wickaninnish und Tatoosh, den Häuptling der Ahousaht. Captain Hanna musste seinen Plan aufgeben, Maquinna zu beseitigen, um die Spanier zu vertreiben. Doch sie vertrauten eher Quadra. „These people can never expect to have among them a better friend than Don Quadra“ bemerkte der amerikanische Pelzhändler Joseph Ingraham. „Nothing can exceed his attention and kindness to them, and they all seem sensible of it and are extravagantly fond of him.“ Als Bodega Nootka Sound im September verließ, war Yuquot immer noch spanisch.

## Fort Defiance
Am 18. Februar 1791 erschien die Columbia Rediviva aus Boston, ein Schiff unter dem Kommando von Robert Gray, erstmals im Clayoquot Sound. Doch die gute Nachbarschaft währte nicht lange. Als Attoo, ein Hawaiier, zu den Tla-o-qui-aht desertierte, nahm Gray kurzerhand Tootiscosettle, den älteren Bruder des Häuptlings Wickaninnish, gefangen und tauschte ihn gegen den Deserteur aus. Danach segelte Gray weiter nach Norden, um Pelze zu erwerben, dann wieder südwärts bis Cape Flattery. Schließlich kehrte er nach Meares Island zurück, um hier zu überwintern, wozu er eigens Ziegel an Bord führte. So errichteten seine Männer ab Anfang Oktober 1791 einen Posten namens Fort Defiance, rund 5 km nordöstlich von Opitsat, dem Hauptort der Tla-o-qui-aht (im Adventure Cove im Lemmens Inlet auf Meares Island). Gray, der im März des folgenden Jahres das Winterlager abreißen ließ, schickte am 27. März 1792 John Boit aus, um Opitsat niederzubrennen. Wickaninnishs Leute waren jedoch rechtzeitig geflohen, und am 2. April verließ Grays Schiff den Clayoquot Sound.
Opitsat wurde zwar schnell wieder aufgebaut, doch der Vorgang wurde nie vergessen (s. u.).

## Tonquin
Möglicherweise war Wickaninnish noch am Leben, als eine der größten Katastrophen seinen Stamm im Juni 1811 ereilte. Häuptling Nuukmis – vielleicht sein Nachfolger? – fühlte sich von den Händlern, die auf dem Schiff Tonquin zu ihm gekommen waren, betrogen und versuchte, das Schiff zu erobern. Zwar gelang dies, und seine Männer machten, bis auf einen Übersetzer, die gesamte Mannschaft nieder, doch brachte einer der letzten Überlebenden das Schießpulver zur Explosion. Bei dieser Explosion kamen rund 150 Tla-o-qui-aht-Krieger ums Leben. Dieser Verlust war so vernichtend, dass die Frauen sich als Krieger verkleideten, sobald sich ein anderer Stamm ihrem Gebiet näherte. Auch wagte sich auf Jahrzehnte kein Fellhändler mehr zu ihnen.

## Sonstiges
Die ukrainische Indie-Rock-Band Odyn w Kanoe aus Lwiw hat sich nach Wickaninnish den Titel Odyn w kanoe (ukrainisch Оди́н в кано́е, deutsch „Einer in einem Kanu“) gegeben.